# Holzheim am Forst
Holzheim am Forst, Holzheim a.Forst – miejscowość i gmina w Niemczech, w kraju związkowym Bawaria, w rejencji Górny Palatynat, w regionie Ratyzbona, w powiecie Ratyzbona, wchodzi w skład wspólnoty administracyjnej Kallmünz. Leży około 15 km na północny zachód od Ratyzbony.

## Dzielnice
W skład gminy wchodzi 13 dzielnic:
| - Holzheim a. Forst - Bubach a. Forst - Traidenloh - Hirschhof - Trischlberg | - Irnhüll - Unterbrunn - Widlthal - Brunoder - Dornau | - Geisenthal - Ödenholz - Haslach |